# 410 Chloris
410 Chloris eller 1896 CH är en stor asteroid i huvudbältet, som upptäcktes 7 januari 1896 av den franske astronomen Auguste Charlois. Den har fått sitt namn efter Chloris i den grekiska mytologin.
Asteroiden har en diameter på ungefär 116 kilometer och den tillhör och har givit namn åt asteroidgruppen Chloris.